# Shamsi
Shamsi – gaun wikas samiti w środkowej części Nepalu w strefie Dźanakpur w dystrykcie Mahottari. Według nepalskiego spisu powszechnego z 2001 roku liczył on 1081 gospodarstw domowych i 6632 mieszkańców (3144 kobiet i 3488 mężczyzn).